# Eljero Elia
Eljero George Rinaldo Elia (* 13. Februar 1987 in Voorburg, heute zu Leidschendam-Voorburg) ist ein ehemaliger niederländischer Fußballspieler. Er wurde meist im linken Mittelfeld eingesetzt. Bis 2018 gehörte er zum Kader der niederländischen Nationalmannschaft und wurde 2010 Vize-Weltmeister.

## Karriere

### Verein

#### Anfänge in den Niederlanden
Elias Eltern stammen aus Suriname. Er hatte als Kind bei mehreren kleinen Vereinen in seinem Geburtsort Voorburg gespielt, bevor er 1996 in die Jugendabteilung des ADO Den Haag wechselte. Von 2000 bis 2002 spielte er für die Nachwuchsmannschaften von Ajax Amsterdam. 2002 kehrte er zu ADO Den Haag zurück. Am Ende der Saison 2003/04 debütierte er in der ersten Mannschaft und gehörte ab der Saison 2004/05 zum Profikader. Nachdem ADO Den Haag in der Saison 2006/07 nur den letzten Platz in der Eredivisie belegt hatte und in die Eerste Divisie abgestiegen war, wechselte Elia zum FC Twente. In der Saison 2007/08 debütierte er unter Trainer Fred Rutten im Heimspiel am 26. August 2007 gegen den FC Utrecht. Am Saisonende hatte er bei 30 Einsätzen zweimal ins gegnerische Tor getroffen und belegte mit Twente den vierten Tabellenplatz. Nachdem NAC Breda und Ajax Amsterdam in den Play-offs besiegt worden waren, qualifizierte sich Twente für die Qualifikationsrunde zur Champions League. Dort unterlagen die Enscheder aber dem FC Arsenal.
Unter Trainer Steve McClaren verbesserte er in der folgenden Saison seine Torausbeute: Als Stammspieler im Sturm erzielte er in 34 Ligapartien neun Tore, im KNVB-Pokalwettbewerb vier Tore in fünf Spielen. In acht Matches in den europäischen Wettbewerben kam er zu einem weiteren Treffer. 2009 wurde er zum besten Nachwuchsspieler der Eredivisie gewählt.

#### Hamburger SV
Zur Saison 2009/10 wechselte er zum deutschen Bundesligisten Hamburger SV. In der Bundesliga debütierte er am 9. August 2009 gegen den SC Freiburg, sein erstes Tor gelang ihm im dritten Spiel am 23. August 2009 gegen den VfL Wolfsburg. Am 16. Spieltag erzielte er beim 4:0-Sieg über den 1. FC Nürnberg zwei Tore; der Treffer zum 1:0 wurde zum Tor des Monats im Dezember 2009 gewählt.
In seiner Debütsaison erzielte Elia für den HSV in der Hinrunde fünf Tore und bereitete sieben weitere Treffer vor.

#### Juventus Turin
Am 31. August 2011 wechselte Elia zum italienischen Rekordmeister Juventus Turin in die Serie A und unterschrieb einen Vierjahresvertrag. Juventus wurde zwar nach langer Zeit wieder italienischer Meister, Elia pendelte unter Trainer Antonio Conte allerdings zwischen Ersatzbank und Tribüne. Insgesamt lief er in Liga und Pokal fünfmal für die Turiner auf – Einsatzzeit: 107 Minuten. Dabei blieb er auch ohne einen Torerfolg.

#### Werder Bremen

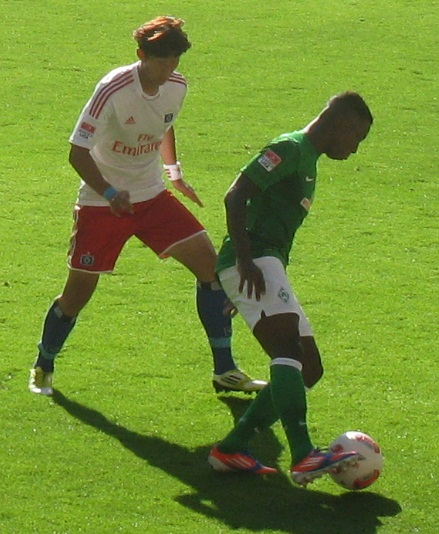
Elia (rechts) im Trikot von Werder Bremen

Am 10. Juli 2012 wechselte Elia für eine Ablösesumme von 5,5 Millionen Euro zum deutschen Bundesligisten SV Werder Bremen. Er unterschrieb einen Vierjahresvertrag bis zum 30. Juni 2016. Er stand in jedem Pflichtspiel der Hinrunde in der Startaufstellung. Dabei erzielte er bei der 2:4-Niederlage gegen den Drittligisten Preußen Münster im DFB-Pokal ein Tor. In der Bundesliga gab er zwei Torvorlagen, seine Leistungen waren insgesamt nicht so gut wie erhofft.
Aufgrund einer nächtlichen Autofahrt mit hoher Geschwindigkeit zusammen mit seinem Mannschaftskollegen Marko Arnautović wurde Elia am 26. April 2013 vom Verein vorübergehend von Spielbetrieb und Training suspendiert.
In der Saison 2013/14 zeigte Elia konstante Leistungen und erzielte am 7. Spieltag zwei Tore gegen den 1. FC Nürnberg. In dieser Saison kam er zu 33 von 34 möglichen Bundesligaeinsätzen, in denen er vier Tore erzielte und ebenso viele vorbereitete.

#### FC Southampton
Am 1. Januar 2015 schloss sich Elia bis Saisonende auf Leihbasis dem englischen Premier-League-Klub FC Southampton an. Die Engländer besaßen eine Kaufoption. Elia erzielte am 17. Januar 2015 seine ersten beiden Treffer für Southampton beim 2:1-Sieg gegen Newcastle United.

#### Feyenoord Rotterdam
Im August 2015 kehrte Elia ablösefrei in die Niederlande zurück und erhielt bei Feyenoord Rotterdam einen Zweijahresvertrag. Am 28. Juni 2016 verlängerte er seine Vertragslaufzeit bei Feyenoord bis 2018.

#### Istanbul Başakşehir
Im Juni 2017 schloss er sich Istanbul Başakşehir an.

#### FC Utrecht
Mitte August 2020 wechselte Elia wieder zurück in die Niederlande und unterschrieb beim FC Utrecht einen Vertrag mit einer Laufzeit bis zum Ende der Saison 2021/22.

#### ADO Den Haag
Im Herbst 2021 begann Elia bei seinem Jugendverein ADO Den Haag zu trainieren, der in der zweitklassigen Eerste Divisie spielte. Am 18. November 2021 unterschrieb er einen Vertrag bis zum Saisonende. Ende Januar 2022 erlitt er einen Bänderriss im Knöchel, der operiert werden musste und ihn für den Rest der Saison außer Gefecht setzte.

### Nationalmannschaft
Elia absolvierte drei Spiele für die niederländische U-21-Nationalmannschaft. Dabei nahm er an Qualifikationsspielen zur U-21-Fußball-Europameisterschaft 2009 teil, die die Niederländer allerdings verpassten. Anschließend gehörte er zum Kader der kurzlebigen niederländischen B-Nationalmannschaft. Im Mai 2009 berief ihn Bondscoach Bert van Marwijk in den Kader der A-Nationalmannschaft für die WM-Qualifikationsspiele gegen Island und Norwegen. 2009 wurde er in den Kader der U21 für das Turnier von Toulon berufen. Am 5. September 2009 debütierte er in der A-Nationalmannschaft. Beim 3:0-Sieg gegen Japan wurde er in Enschede nach der Halbzeit für Arjen Robben eingewechselt und bereitete zwei der drei Treffer vor. Beim Spiel in Schottland vier Tage später erzielte er als Einwechselspieler sein erstes Tor für die Oranje, den Siegtreffer zum 1:0. Van Marwijk berief ihn auch in den Kader zur Weltmeisterschaft 2010 in Südafrika, bei der er in sechs der sieben Spiele – darunter im Finale gegen Spanien – eingewechselt wurde.

## Erfolge
- Vizeweltmeister: 2010
- Italienischer Meister: 2012
- Niederländischer Pokalsieger: 2016
- Niederländischer Meister: 2017
- Türkischer Meister: 2020

## Trivia
Elia betätigt sich auch als Rapper. Im April 2022 erschien sein Album „Molenwijk“. Der Titel wurde dem Stadtteil in dem Elia aufwuchs entnommen. Vorher veröffentlichte er diverse Singles, wie beispielsweise „Woo Slide“ und „Catch My Drip“.